# Fargo (Észak-Dakota)
Fargo Cass megye székhelye, és egyben Észak-Dakota legnagyobb városa. 2008-ban hivatalos adatok szerint 99 200 lakosa volt.
Fargo városa Észak-Dakota jelentős gazdasági központja és közlekedési csomópontja. Fargo a régió kiskereskedelmi, ipari, egészségügyi és oktatási központja. Fargóban megtalálhatjuk a North Dakota State University egyetemet. A város mottója: Gateway to the West (A nyugat kapuja). A várost 1871-ben alapították.

## Földrajz
Az állam nagy része a sarkvidéki légtömegeknek kitett prérin terül el. A város maga az északi Vörös folyó (Red River) nyugati partján fekszik, a Vörös folyó völgye néven ismert sík földrajzi régióban. A völgy a gleccser kori Agassiz-tó visszahúzódásakor jött létre, amely körülbelül 9300 évvel ezelőtt történt. A tóüledék a Fargo környéki földeket a világ egyik leggazdagabb mezőgazdasági hasznosítású területévé tették. Az északi és sík fekvés miatt jégzajláskor a települést óriási árvizek sújthatják, ilyen volt a 2009-es nagy áradás is, melyet követően az állam árvízvédelmi intézkedéseket sürgetett.

## Éghajlat
A város éghajlata mérsékelt égövi szélsőségesen szárazföldi éghajlat: a sarkvidéki légtömegek uralta rendkívül fagyos telet viharos nyarak váltják. Az ősz és a tavasz rövid és igen változékony, a nyári forróságot megtörő heves zivatarok pedig télen hóviharokba csapnak át. A hó szinte minden évben tartósan megmarad, a mínusz 18 fokos hideg napok száma átlagosan 43 egy évben, de a hőmérséklet nem ritkán mínusz 20 vagy akár mínusz 30 fokig is süllyedhet. A leghidegebb mért hőmérséklet -44 fok volt, ezt 1987-ben jegyezték fel.